# Regiunea Arad

Regiunea Arad în cadrul împărţirii administrative a României 1950-1952

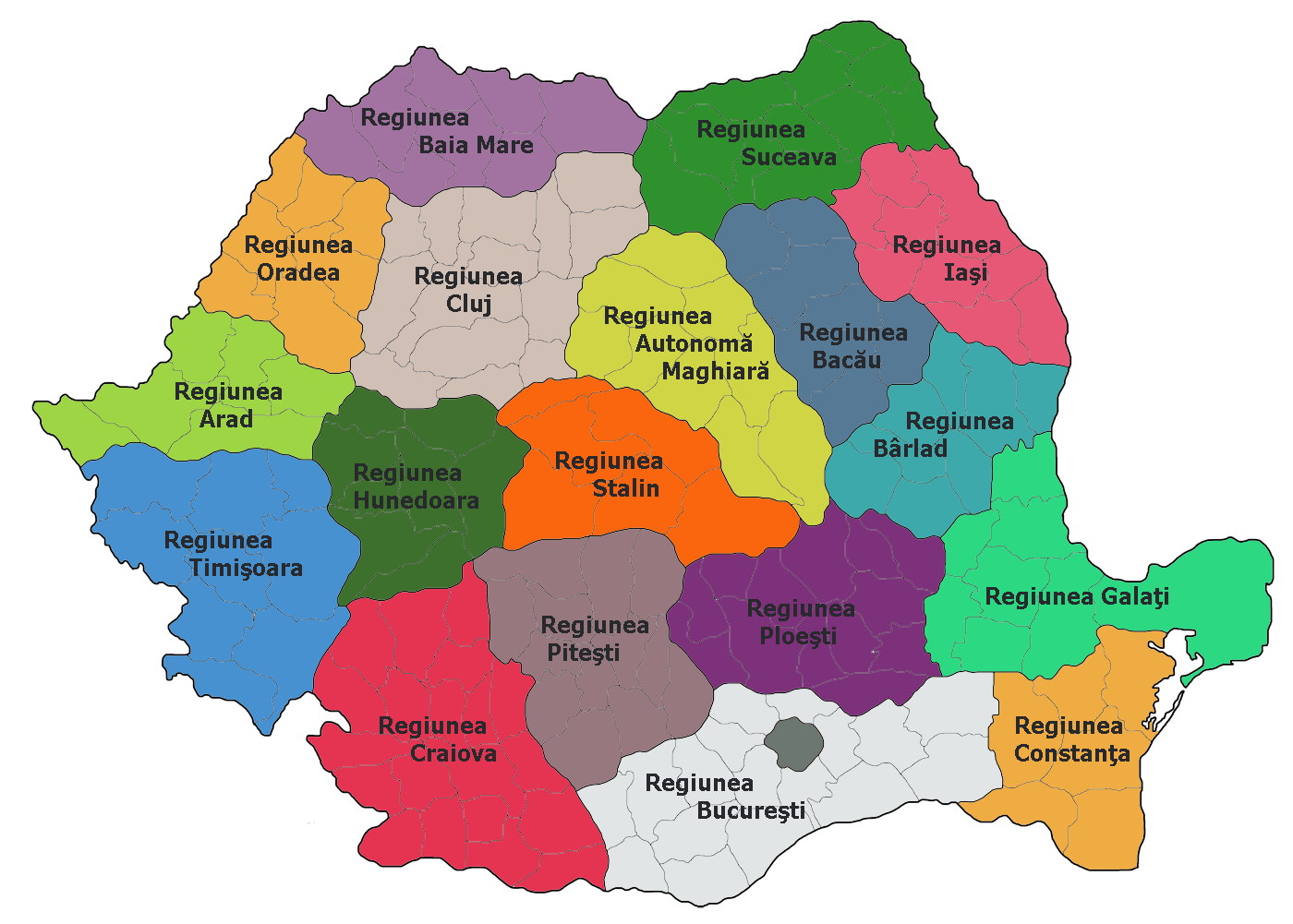
Regiunea Arad în cadrul împărţirii administrative a României (1953)

Regiunea Arad a fost o diviziune administrativ-teritorială situată în zona de vest a Republicii Populare Române, înființată în anul 1950, când au fost desființate județele (prin Legea nr.5/6 septembrie 1950). Ea a existat până în anul 1956, când teritoriul său a fost încorporat în regiunile Timișoara și Oradea.

## Istoric
Reședința regiunii a fost la Arad, iar teritoriul acesteia cuprindea o suprafață doar cu puțin mai mare decât actualul județ Arad.
Inițial regiunea nu cuprindea zona Sânnicolau Mare, care i-a fost atribuită prin reorganizarea administrativ-teritorială din 1952.

## Vecinii regiunii Arad
Regiunea Arad se învecina:
- 1950-1952: la est cu regiunile Cluj și Hunedoara, la sud cu regiunea Timișoara, la vest cu  Republica Populară Ungară, iar la nord cu regiunea Bihor.
- 1952-1956: la est cu regiunile Cluj și Hunedoara, la sud cu regiunea Timișoara, la vest cu  Republica Populară Ungară și Iugoslavia, iar la nord cu regiunea Oradea.

## Raioanele regiunii Arad
În perioada 1950-1952 regiunea Arad avea în componență: 2 orașe (Arad, Lipova), 128 de comune cu 295 de sate organizate în 5 raioane, după cum urmează:
- Arad, cu reședința în orașul Arad, alcătuit din 33 de comune cu 54 de sate;
- Criș, cu reședința în comuna Chișineu, compus din 22 de comune cu 30 de sate;
- Gurahonț, cu reședința în comuna Gurahonț, compus din 25 de comune cu 85 de sate;
- Ineu, cu reședința în comuna Ineu, compus din 25 de comune cu 57 de sate;
- Lipova, cu reședința în orașul Lipova, având în compunere 1 oraș, 23 de comune cu 67 de sate.

Regiunea Arad (1952-1956) era împărțită în 6 raioane: Arad, Criș (Chișineu Criș), Gurahonț, Ineu, Lipova și Sânnicolau Mare.